# Hr.Ms. Volkerak (1946)
De Hr.Ms. Volkerak (M 838) was een Nederlandse mijnenveger van de Borndiepklasse, vernoemd naar het Volkerak, een water ten zuidoosten van het Zuid-Hollandse eiland Goeree-Overflakkee bevindt. Het schip is als YMS 188 van de YMS-klasse gebouwd door de Amerikaanse scheepswerf Greenport Basin and Construction Co. uit Greenport. Na het afronden van de bouw is het schip op 30 maart 1943 overgedragen aan de Britse marine waar het dienst heeft gedaan als BYMS 2188. In 1946 is het schip overgedragen aan de Nederlandse marine waar het tot 1957 dienst heeft gedaan.